# Климешова, Ярмила
Ярмила Климешова (чеш. Jarmila Klimešová; род. 9 февраля 1981, Шумперк, Североморавский край), в замужестве Юрковичова (чеш. Jurkovičová) — чешская легкоатлетка, специалистка по метанию копья. Выступала за сборную Чехии по лёгкой атлетике в 1998—2016 годах, чемпионка мира среди юниорок, чемпионка Европы среди молодёжи, победительница первенств международного и национального значения, участница трёх летних Олимпийских игр.

## Биография
Ярмила Климешова родилась 9 февраля 1981 года в городе Шумперк, Чехословакия. Занималась лёгкой атлетикой в Праге, проходила подготовку в столичном клубе PSK Olymp Praha.
Впервые заявила о себе на международном уровне в сезоне 1998 года, когда вошла в состав чешской сборной и выступила в метании копья на юниорском мировом первенстве в Анси.
В 1999 году в той же дисциплине стала четвёртой на юниорском европейском первенстве в Риге.
В 2000 году одержала победу на юниорском мировом первенстве в Сантьяго.
В 2001 году стала шестой на молодёжном европейском первенстве в Амстердаме.
В 2003 году превзошла всех соперниц на молодёжном европейском первенстве в Быдгоще, выступила на чемпионате мира в Париже.
В 2004 году выиграла серебряную медаль на Мемориале братьев Знаменских в Казани. Благодаря череде успешных выступлений удостоилась права защищать честь страны на летних Олимпийских играх в Афинах — на предварительном квалификационном этапе метнула копьё на 57,70 метра, чего оказалось недостаточно для выхода в финал.
В 2006 году на чемпионате Чехии в Праге установила свой личный рекорд — 62,60 метра. Метала копьё на чемпионате Европы в Гётеборге, в финал не вышла.
Принимала участие в Олимпийских играх 2008 года в Пекине — в программе метания копья показала результат 57,25 метра, в финал не квалифицировалась.
На чемпионате Европы 2010 года в Барселоне стала девятой.
В 2011 году заняла восьмое место на чемпионате мира в Тэгу.
Выполнив олимпийский квалификационный норматив, отобралась на Олимпийские игры 2012 года в Лондоне — здесь метнула копьё на 59,90 метра, вновь не попав в финал.
В 2016 году уже под фамилией Юрковичова представляла Чехию на чемпионате Европы в Амстердаме.